# Ghods
Ghods (perski: قدس) – miasto w Iranie, w ostanie Teheran. W 2006 roku miasto liczyło 229 354 mieszkańców w 60 331 rodzinach.